# Борково (Новосибірська область)
Борково (рос. Борково) — село у Маслянинському районі Новосибірської області Російської Федерації.
Входить до складу муніципального утворення Борковська сільрада. Населення становить 634 особи (2017).

## Історія
Згідно із законом від 2 червня 2004 року органом місцевого самоврядування є Борковська сільрада.

## Населення
| 2002 | 2007 | 2010 | 2012 | 2013 | 2014 | 2015 |
| ---- | ---- | ---- | ---- | ---- | ---- | ---- |
| 777  | ↗796 | ↘658 | ↗665 | ↘662 | ↘654 | ↘652 |
| 2016 | 2017 |      |      |      |      |      |
| ↘640 | ↘634 |      |      |      |      |      |